# Attentat du 26 mai 2017 dans le gouvernorat de Minya
L'attentat du 26 mai 2017 est un attentat par arme à feu perpétré, au lendemain de l'Ascension, contre deux véhicules transportant des pèlerins coptes vers le monastère Saint-Samuel (en), près de la ville d'Al-Minya. L'attaque a fait au moins 35 morts et 25 blessés, dont de nombreux enfants. Le lendemain, l'attentat est revendiqué par l'État islamique.

## Déroulement
Au matin du 26 mai, une dizaine d'hommes masqués se faisant passer pour un groupe de militaires a ouvert le feu sur deux bus transportant des pèlerins coptes vers le monastère Saint-Samuel, au sud du Caire. À eux deux, les autocars comportaient une soixantaine de personnes, dont une quarantaine d'enfants. L'attaque s'est produite sur une route non goudronnée qui mène à Maghagha (en). L'un des cars arrivait de Beni Suef, l'autre d'al-Minya. Un troisième véhicule — une camionnette transportant des ouvriers — a aussi été pris dans les tirs,,. Les assaillants ont ensuite pris la fuite. L'attaque a fait au moins 35 morts et 26 blessés,,. Les djihadistes ont fait descendre plusieurs passagers coptes puis leur ont ordonné de renier leur foi, un à un, ce que tous ont refusé,,. Les coptes ont alors été exécutés par balles à bout portant, sans que les enfants ne soient épargnés,,. L'un des bus ne transportait que des enfants ; seuls trois d'entre-eux ont survécu. L'attentat s'inscrit dans le cadre de la montée des persécutions contre la minorité copte et fait suite au double-attentat du dimanche des Rameaux, survenu le 9 avril 2017.
Dans la nuit du 26 au 27 mai 2017, des F-16 armés de bombes guidées laser Paveway ou de bombes lisses Mark 82 escorté par deux Dassault Rafale de l'Armée de l'air égyptienne procède à six bombardements de précision à Derna, dans l'est de la Libye, contre des camps d'entraînement de groupes djihadistes liés à al-Qaïda,,. Le 27 mai, une deuxième frappe a lieu.

## Revendication
Le samedi 27 mai 2017, l'État islamique revendique l'attentat.